# Gunlom Falls
A Gunlom Falls vízesés Ausztrália északi részén, az Északi területen található, a Kakadu Nemzeti Park határain belül, a Mary-folyó vidékén, a nemzeti park kevésbé látogatott déli részén. A helyszín szerepel a Krokodil Dundee című filmben is.
Az esős időszakban a vízesés nagy robajjal zúdul alá, miközben a száraz évszakban csak lágyan csordogál a sziklákon lefelé. A vízesés medencéje a Kakadu Nemzeti Parknak egyik leglátványosabb helyszíne, és az egyik legkedveltebb sós vízű krokodiloktól mentes fürdőhelye. A vízesés tetejéhez egy meredek, 15 percet igénybe vevő mászás után lehet feljutni, ahonnan nagyszerű kilátás nyílik a park déli területeire. A vízesés tetejénél található vízzel teli kőmedencék népszerű fürdőhelyek. 
A Gunlom Falls mintegy 40 kilométernyire található a Kakadu Highway főútvonaltól, amellyel egy kavicsos út köti össze. Decembertől áprilisig az esős évszakban az út használata tilos. A vízesés közelében egy táborhely található.

## Fordítás
Ez a szócikk részben vagy egészben  a   Gunlom Falls című angol Wikipédia-szócikk ezen változatának fordításán alapul.  Az eredeti cikk szerkesztőit annak laptörténete sorolja fel. Ez a jelzés csupán a megfogalmazás eredetét és a szerzői jogokat jelzi, nem szolgál a cikkben szereplő információk forrásmegjelöléseként.